# Villa Catalpa
Villa Catalpa aan de Gooilandseweg 1 in Bussum, is een woning gebouwd in 1930 in opdracht van de heer H.C. van Zalinge. De villa is aangewezen als rijksmonument.

## Bouwstijl
De villa is grotendeels opgetrokken uit gele bakstenen in een rechthoekige vorm met een rieten dak. Kenmerken van de bekende amerikaanse architect Frank Lloyd Wright zijn zichtbaar met verticale en horizontale accenten, die bestaan uit lange horizontale raampartijen en hoge toren opbouw en schoorsteen. Ook de invloed van de vroegere baas van Klaas van de Berg, Dudok is zichtbaar, die veelal gele bakstenen gebruikte voor zijn ontwerpen.
In en rondom het huis zijn veel bijzonder versoberde Amsterdamse school stijlkenmerken aanwezig, waaronder in de vestibule alsmede in de hal bekende Dudoktegeltjes, fraaie lintramen met glas-in-lood. Ook in de huiskamer bevindt zich een mooie open haard met een in een halve circelvorm uit geglazuurde gevormde rode bakstenen façade, afgezet met een zwart plint.

## Tuin en gronden
De villa staat op een oppervlak van circa 2470 vierkante meter, de tuin die aan de zuidkant glooiend afloopt is aangelegd in een landschappelijke stijl met bomen, gazon en terrassen. Voorheen was er een vrij uitzicht op de waterpartij aan de Nieuwe s' Gravenlandse weg. Daarnaast is een ander huis gebouwd op de Gooilandseweg 1a in 1926, op een kavel van 620 vierkante meter dat oorspronkelijk als grond toebehoorde aan de villa die er voorheen stond en waar een koetshuis aanwezig was.

## Geschiedenis
Op de huidige locatie aan de Gooilandseweg, in het meest zuidelijke deel van de wijk Het Spiegel, stond eerst een villa geheten Solitude die in opdracht van de heer J.H. Biegel gebouwd werd op een heuvel. Om een fraaier uitzicht te verkrijgen op de zuidelijk gelegen heide en bos werd een kunstmatige heuvel opgeworpen, met uitgegraven grond waar later een vijverpartij zou komen, die de Kom van Biegel genoemd wordt.

### Bouw
Nadat de vroegere Villa Solitude afgebroken was in 1929 werd gestart op dezelfde plek met de bouw van een nieuwe villa, ontworpen door de architect Klaas van de Berg, die ook enige jaren werkzaam was op het architectenbureau van de architect Dudok, totdat hij in 1920 zijn eigen architectpraktijk begon.

### Bewoners
De eerste bewoner(s), de heer H.C. van Zalinge was een rubberhandelaar. Het pand bleef tot zijn dood in 1978, in zijn bezit, nadien werd het verkocht. Een van zijn zonen was de bekende autocoureur Henk van Zalinge.
Latere bewoners zijn onder meer de autoracer Akkerman geweest en daarna actrice Liz Snoijink, die het huis niet meer bewoont nadat het verkocht werd in 2001.

## Trivia
- Direct naast de villa, gelegen aan de kruising Nieuwe s' Gravenlandse weg, Parklaan en Gooilandseweg zijn 3 flatgebouwen met garages gebouwd in 1958 - 1961 door het architectenbureau W.M. Dudok.[9] Op deze plek stond o.a. voorheen Villa Dennenhove[10] ontworpen door Berlage en bewoond door de bekende Bussumer Frederik van Eeden, in 1958 werd die afgebroken om nieuwbouw mogelijk te maken.
- Klaas van de Berg die woonachtig was in Naarden, ontwierp meer gebouwen in het Gooi. Een van deze woningen gelegen aan de Brediusweg 47 in Bussum heeft een sterke gelijkenis met Villa Catalpa, de opbouw is gelijkend echter heeft het dak dakpannen.[11]

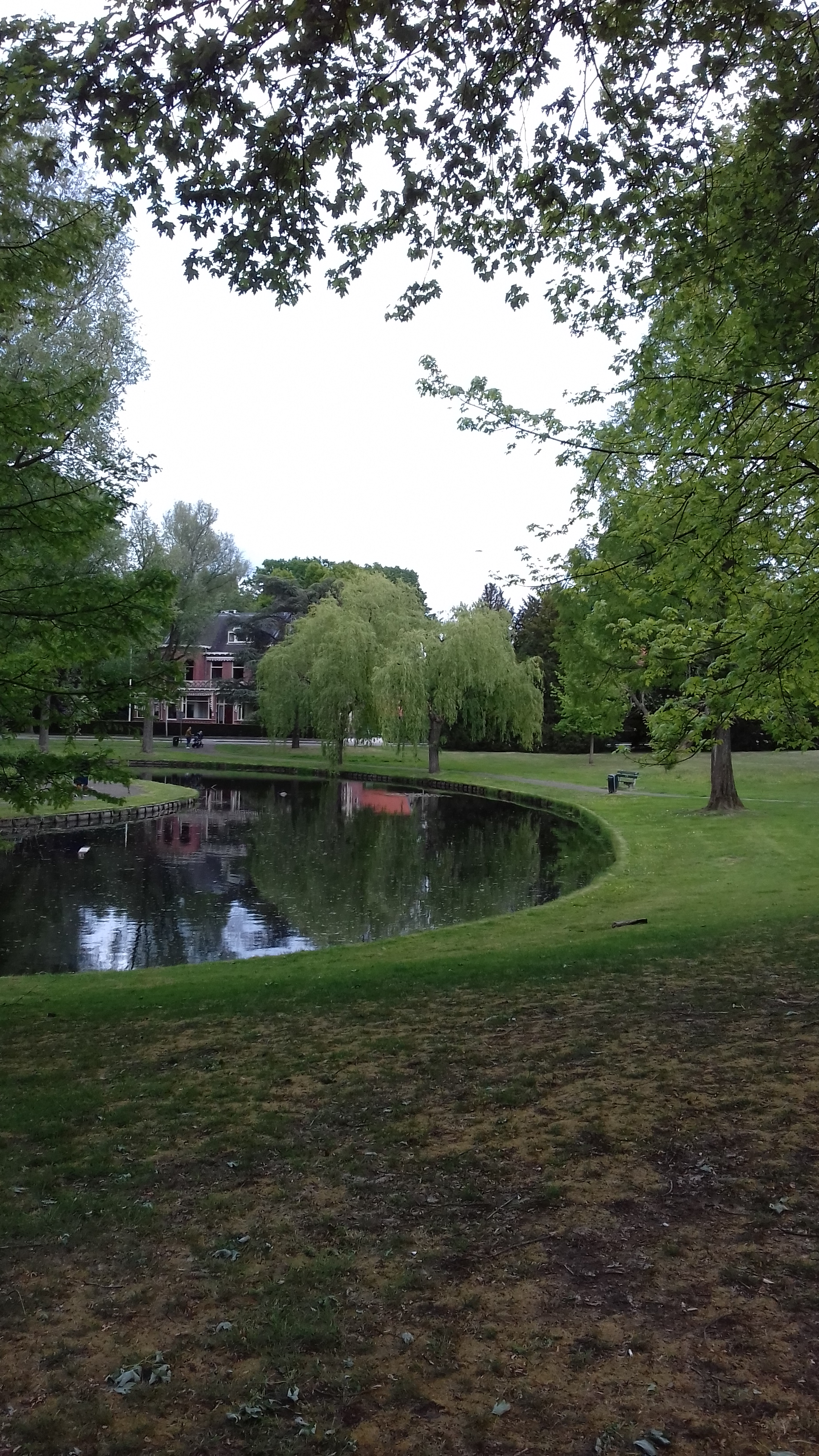
Kom van Biegel
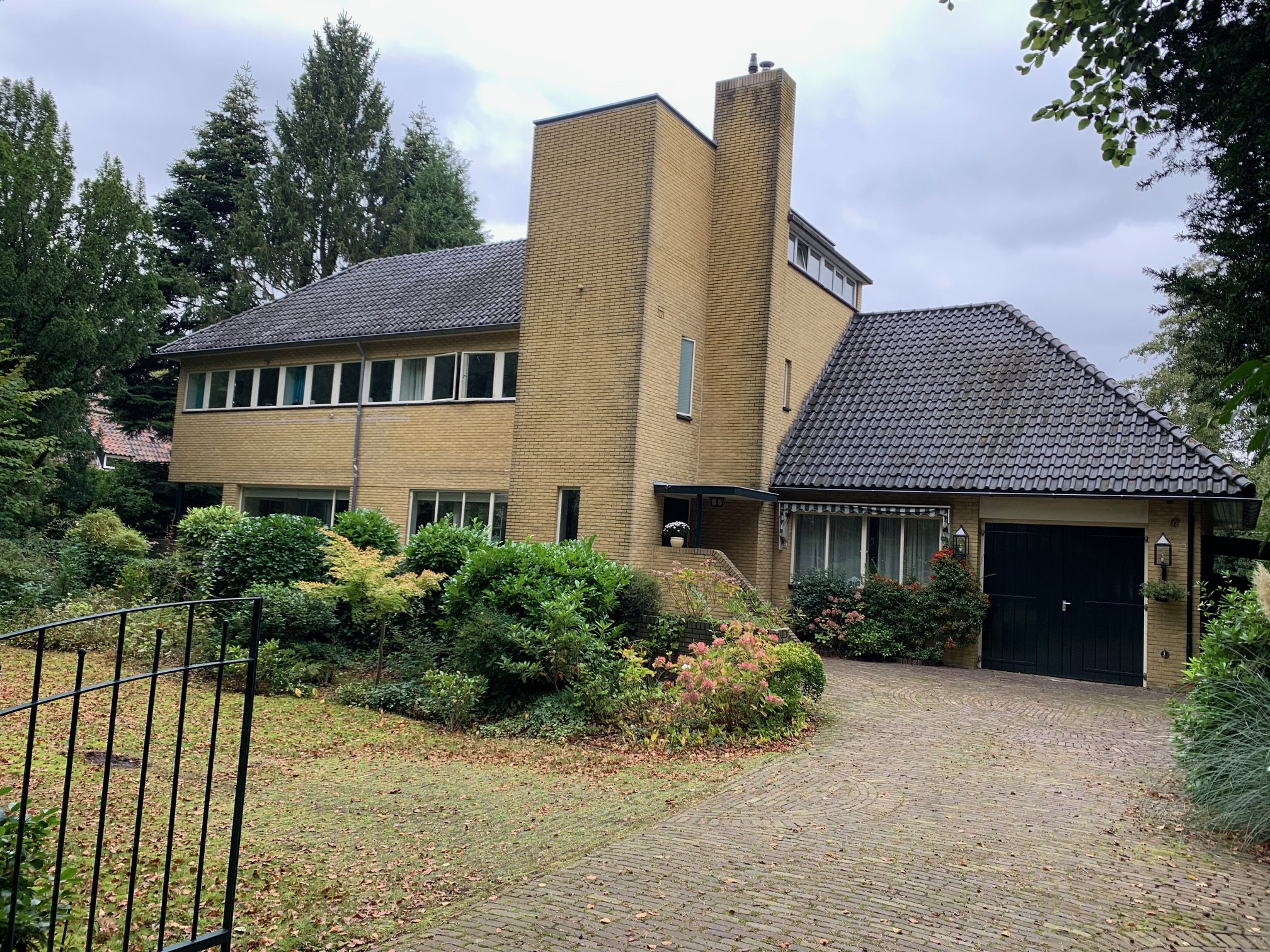
Woning aan de Brediusweg 47 in Bussum
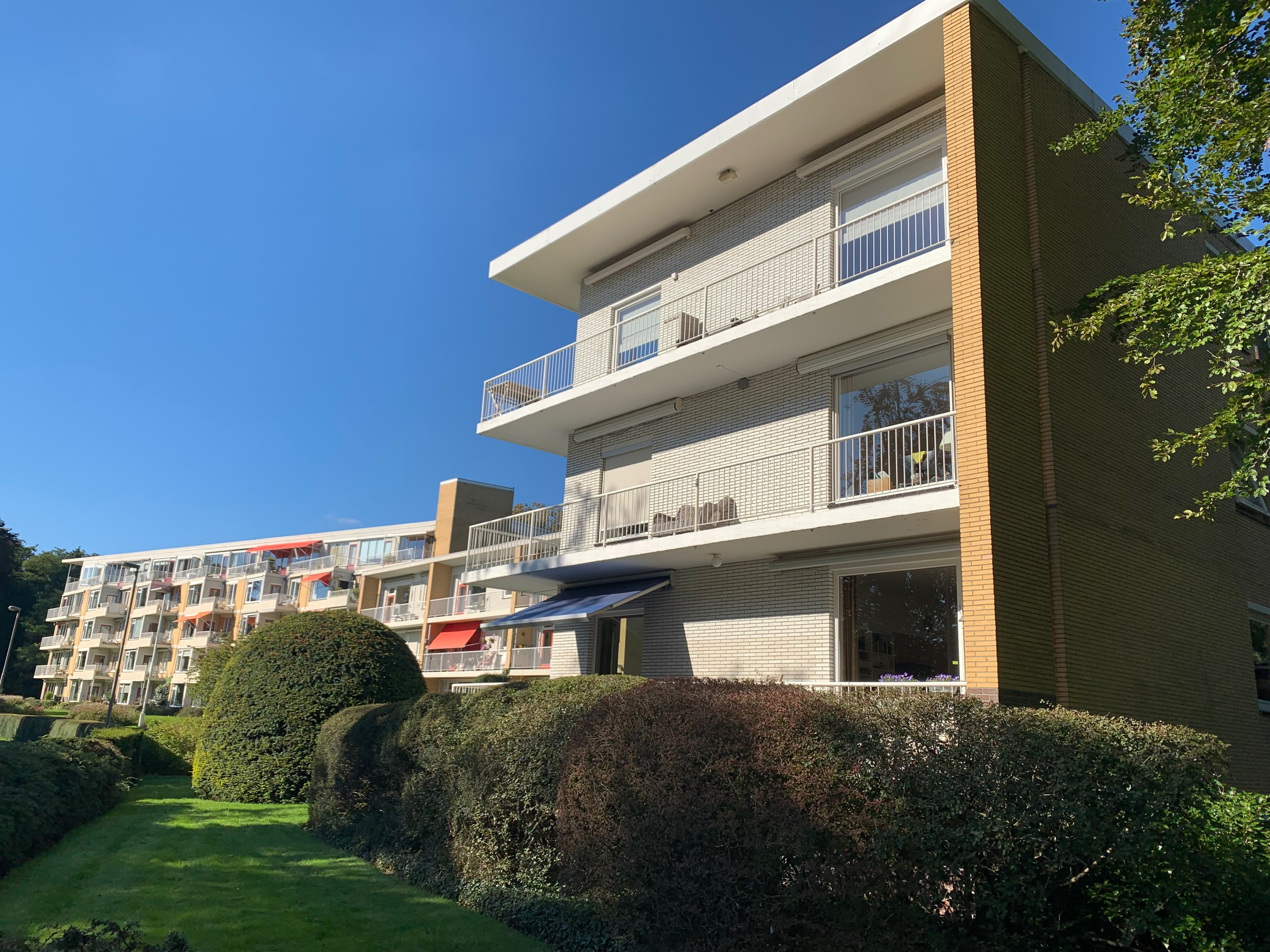
Flatgebouwen aan de Kom van Biegel in Bussum